# Harry Pflaum
Harry Pflaum (* 17. Februar 1934 in Sontop bei Posen; † 8. Juli 2012 in Berlin) war ein deutscher Gebrauchsgrafiker und Maler.

## Leben und Werk
Pflaum absolvierte von 1949 bis 1951 eine Lehre als Baumaler. Von 1952 bis 1955 studierte er in der Fachrichtung Großflächenmalerei bei  Heinrich Burkhardt, Dietrich Güldenstein und Erwin Wernitz an der späteren Fachschule für Werbung und Gestaltung. Von 1955 bis 1960 arbeitete er als Gebrauchsgrafiker und Theatermaler an der Komischen Oper Berlin. Anschließend war er bis 1967 als Grafiker bei der DEWAG-Werbung in Berlin tätig. Ab 1963 war er Mitglied im Verband Bildender Künstler der DDR. Mit Rudolf Grüttner, Otto Kummert und Horst Wendt gründete er 1967 das Gebrauchsgrafiker-Kollektiv „RING 67“, und er war bis 1990 freischaffend als Gebrauchsgrafiker und Maler tätig. 1990 kam er für kurze Zeit als Chefgrafiker zum Fernsehen der DDR. Gleichzeitig arbeitete er weiter freischaffend als Maler und Grafiker bis zu seinem Tod 2012 in Berlin.
In den 1980er Jahren beschäftigten ihn immer wieder die Programm-Ankündigungen für das Fernsehen der DDR. Die Ankündigungen für Fernseh-Sendungen und Filme wurden von einer Reihe von DDR-Grafikern entworfen.
Wesentliche Auftraggeber waren der Progress-Filmverleih, für den er von 1966 bis 1988 27 Filmplakate schuf, und Theater in Dresden und Karl-Marx-Stadt. Nach 1990 widmete sich Harry Pflaum mehr und mehr der Landschaftsmalerei. In großen Formaten und mit starker Farbigkeit hielt er Reiseeindrücke, Naturschauspiele und den Wandel der Jahreszeiten fest.
Pflaum war bis 1990 Mitglied des Verbands Bildender Künstler der DDR. Ein Teil seiner Arbeiten befinden sich heute in der Sammlung Grafikdesign der Staatlichen Museen zu Berlin. 

## Plakate (Auswahl)
- Eisenbahnreisen nach London. Deutsche Reichsbahn, 1969.
- Die besten Plakate des Jahres 1970. Verband bildender Künstler der DDR, 1971.
- Heine heute. Heinrich-Heine-Ehrung der DDR, 1972.
- 1. Mai. Eigenauftrag, 1972.
- Weiße Nächte. Staatstheater Dresden, 1973.
- Zum Beispiel Josef. Progress Filmverleih, 1974.
- Italienische Plastik. Zentrum für Kunstausstellungen der DDR, 1975.
- Valentin und Valentina. Staatsschauspiel Dresden, 1977.
- Valentin + Valentina. Städtische Theater Karl-Marx-Stadt, 1977.
- Der Mann mit der eisernen Maske. Progress Filmverleih, 1978.
- Ehrbare Leute. Progress Filmverleih, 1978.
- Bruder und Schwester. Progress Filmverleih, 1978.
- Magda K. Progress Filmverleih, 1979.
- Teufelsbrut. Progress Filmverleih, 1979.
- Julia. Progress Filmverleih, 1979.
- Tage aus dem Leben Ilja Oblomows. Progress Filmverleih, 1980.
- Pferdelady. Progress Filmverleih, 1980.
- Panzer zu Traktor. Eigenauftrag, 1981.
- Die Mahnung. Progress Filmverleih, 1982.
- Die Verweigerung. Progress Filmverleih, 1982.
- Über jeden Zweifel erhaben. Progress Filmverleih, 1984.
- Spanien im Herzen – Hans Beimler und andere. Progress Filmverleih, 1986.
- Dschungelzeit. Progress Filmverleih, 1987.
- Das neue Geldbewußtsein führt auch zu einem neuen Selbstbewußtsein. Eigenauftrag, 1990.

## Ausstellungen und Ausstellungsbeteiligungen
- Die besten Plakate des Jahres. 1966–1973, 1975, 1976, 1978, 1979, 1981, 1984.
- Biennalen des Plakates. Warschau 1970, 1974, 1984.
- Fünf Bezirks-Kunstausstellungen Berlin, 1976 bis 1989
- Kunst und Sport. Leipzig, 1969 und 1983.
- Berliner Atelier. Ausstellungszentrum am Fernsehturm. Berlin 1983.
- Triennale des Plakates. Lahti 1985.
- 4. Triennale des politischen Plakates. Mons 1989.
- P 40. Plakatausstellung. Berlin 1990.
- VIII. bis X. Kunstausstellung der DDR, 1977 bis 1988, Dresden.
- Galerie Grünstraße, Berlin-Köpenick 1996.
- Art McCann, Frankfurt/Main 2002.
- überklebt. Plakate aus der DDR, Schwerin 2007/Berlin 2012.

## Auszeichnungen
Harry Pflaum erhielt für seine Plakate mehrere Auszeichnungen, so beim Wettbewerb um die besten Plakate des Jahres 1966, 1968, 1972, 1976, 1979 und 1981. 1981 wurde ihm der 1. Preis im Plakatwettbewerb für Frieden und Abrüstung für ein schwarz-weißes Plakat verliehen, auf dem er scherenschnittartig die Verwandlung eines Panzers zum Traktor visualisiert hatte. 1974 würdigte ihn das Staatliche Komitee für Fernsehen der DDR mit dem Goldenen Lorbeer, 1987 der Magistrat von Berlin mit dem Berliner Preis.

## Weblink
- Bildindex der Kunst & Architektur - Startseite Bildindex